# Henry Way Kendall
Henry Way Kendall, ameriški fizik, * 9. december 1926, † 15. februar 1999.
Kendal je bil leta 1990 soprejemnik Nobelove nagrade za fiziko.
1. 1 2  Encyclopædia Britannica
2. 1 2  SNAC — 2010.
3. ↑  MIT Nobelist Henry Kendall dies at 72 while scuba diving in Florida lake — MIT, 1999.